# Eddi
Eddi ist ein männlicher Vorname.

## Herkunft und Bedeutung
Eddi ist eine Kurzform zu Eduard.

## Varianten
- Ed
- Edi (auch Spitzname für Eda)
- Edy
- Eddy
- Eddie

## Namensträger
- Eddi Arent (1925–2013), deutscher Schauspieler und Komiker
- Eddi Reader (* 1959), eigentl. Sadenia Reader, schottische Sängerin